# Wilson Barbosa Martins
Wilson Barbosa Martins GOMM (Campo Grande, 21 de junho de 1917 – 13 de fevereiro de 2018) foi um centenário, advogado e político brasileiro filiado ao Movimento Democrático Brasileiro (MDB). Por Mato Grosso do Sul, foi governador durante dois mandatos, senador e deputado federal por dois mandatos, além de prefeito da futura capital Campo Grande.

## Biografia

### Primeiros anos
Filho de Henrique Martins e de Adelaide Barbosa Martins, nasceu na Fazenda São Pedro, área que hoje corresponde ao município de Sidrolândia e na época era área rural de Campo Grande. Aos 9 anos, Wilson acompanhou a família de mudança para a cidade de Entre Rios, atual Rio Brilhante.
Os primeiros estudos começaram com o pai e em seguida em escolas privadas da cidade. Em 1929, a família volta a Campo Grande para que Wilson e o irmão Ênio prossiga com os estudos. Nessa época, houve o primeiro contato do jovem com o futuro sogro Vespasiano Barbosa Martins.

### Formação universitária e primeiro contato com a política
Com a Revolução de 1932, a família engajou-se na luta contra o governo do então presidente Getúlio Vargas. O pai de Wilson e outros parentes comandaram batalhões no novo e revolucionário Estado de Maracaju. Com a derrota após poucos meses, Vespasiano foi exilado e a família voltou à rotina.
Dois anos mais tarde, o jovem mudou-se para a cidade de São Paulo, onde concluiu os estudos fundamentais antes de iniciar a graduação em Direito. Foi onde teve contato com José Fragelli, que viria a ser governador de Mato Grosso, e o conterrâneo Jânio Quadros, eleito mais tarde presidente da República.
A agitação política continuava após 1932. Wilson se envolveu timidamente em movimentos estudantis, o que levou a ser preso por um dia. À época, o grupo que o estudante se identificou era dado como de esquerda. A partir de 1935, tornou-se censor do governo federal, ainda comandado por Vargas.
Em seguida, trabalhou em uma loja como vendedor até se formar, em 1939. Advogou por alguns anos em um escritório, até decidir voltar à cidade natal. Abriu o próprio escritório na cidade até começar a se envolver de vez na política.
Foi ainda professor e um dos proprietários do Colégio Oswaldo Cruz, onde conheceu alguns daqueles que seriam colaboradores em suas administrações.

### Vida pessoal
Casou-se com a escritora e artista plástica Nelly Martins, filha de Vespasiano. Estiveram juntos por quase 60 anos até a morte da esposa, em 2003. Teve três filhos: Thaís, Celina e Nelson.
Na década de 1980, se desentendeu com o irmão Plínio, de quem se afastou por longo período. Os dois discordavam do apoio a um candidato ao governo, Gandi Jamil. Plínio não queria apoiá-lo, por não ter boas relações com a família Jamil. Também foi contrário à candidatura da filha Celina como vice de Gandi, mas aceitou após ela não mudar de ideia.
Em 2013, foi internado após sofrer um acidente vascular cerebral. Já em agosto de 2014, foi internado após um mal súbito. No dia seguinte, circularam boatos de que Wilson havia falecido, o que foi negado pelo hospital.
Durante a internação, passou por uma traqueostomia, até receber alta após 21 dias.
Nos últimos anos, o ex-governador tinha dificuldades de locomoção devido ao AVC sofrido em 2013 e não falava por causa da traqueostomia de 2014. Todavia, se mantinha lúcido, residindo com a filha Thaís. Em fevereiro de 2018, morreu em casa, aos 100 anos.

## Carreira política

### Filiação à UDN e primeira eleição
Filiou-se à União Democrática Nacional (UDN) quando formada, em 1945. Não concorreu, mas trabalhou para eleger o amigo Fragelli como deputado estadual. O tio Vespasiano foi eleito senador pela mesma legenda naquele mesmo pleito.
Esteve no grupo fundador e escreveu uma coluna para o jornal Correio do Estado. Durante a administração do então prefeito de Campo Grande, Fernando Corrêa da Costa, foi o secretário-geral da prefeitura. Concorreu à prefeitura em 1950, mas perdeu para Ary Coelho.
Defendeu melhorias para o abastecimento de energia elétrica de Campo Grande. A empresa administradora do serviço teve a diretoria destituída e o grupo de Wilson assumiu a gestão. A empreitada o fez conhecido, o que o credenciou para candidatar-se novamente à prefeitura, sendo eleito em 1958. Antes, era suplente do então senador por Mato Grosso João Vilas Boas.

### Prefeito de Campo Grande
Assume o cargo em janeiro de 1959, em uma eleição marcada pela coligação que reuniu UDN e PCB. Mesmo sendo uma cidade de médio porte, Campo Grande tinha uma administração desorganizada, o que levou Wilson a promover uma reforma com o aval da Câmara Municipal. Mesmo com uma oposição forte, a reforma foi aprovada.
Promoveu o primeiro concurso público da história da administração pública municipal e obras de infraestrutura, como construção de escolas e pavimentação asfáltica. Em 1962, elege-se deputado federal por Mato Grosso, mesmo com rejeição de parte da UDN, que o tachavam de comunista. Nessa época, já se cogitava-se uma candidatura ao governo do estado, antes mesmo da criação de Mato Grosso do Sul.

### Deputado federal
No primeiro mandato na Câmara dos Deputados, integrou quatro Comissões Parlamentares de Inquérito (CPIs) e viajou em missão oficial ao Japão. Com o golpe de 1964 e a consequente instalação da ditadura militar, filia-se ao Movimento Democrático Brasileiro (MDB) com a instalação do bipartidarismo.
Em 1966, recusa uma candidatura ao governo de Mato Grosso à sucessão de Corrêa da Costa. Naquela ocasião, foi eleito aquele que viria a ser seu principal adversário político, Pedro Pedrossian. Wilson preferiu tentar a reeleição como congressista, e venceu.
No segundo mandato, foi vice-líder do MDB, integrou a Comissão de Constituição e Justiça e outras CPIs, além de fazer viagem oficial ao Peru. O clima se acirrava na Câmara e em 1968, o governo militar outorgou o Ato Institucional Número Cinco (AI-5), o que levou ao fechamento do Congresso Nacional e à cassação de mandatos parlamentares.
Teve o mandato cassado em 1969 e os direitos políticos suspensos por dez anos, o que levou de volta à advocacia.

### De volta a Campo Grande
Voltou à cidade natal após a cassação do mandato e dos direitos políticos, voltando a abrir um escritório de advocacia. Permaneceu filiado ao MDB, sem se envolver com política. Assistiu à criação do novo estado de Mato Grosso do Sul, mas não tomou parte do processo por ainda estar suspenso da vida pública. Nessa época, já começava a divergência política com Pedrossian.
Acompanhou ainda a carreira política do irmão Plínio Barbosa Martins, e com o restabelecimento de seus direitos políticos, foi eleito o primeiro presidente da seccional estadual da Ordem dos Advogados do Brasil (OAB).
Com a proximidade das primeiras eleições diretas para o governo do estado, a princípio articulou a candidatura do irmão. Plínio descartou a ideia, e o novo Partido do Movimento Democrático Brasileiro (PMDB) acabou apoiando Wilson para concorrer à sucessão de Pedrossian, sendo eleito em 1982.

### Primeiro governador eleito de Mato Grosso do Sul
Assume o cargo em março em 1983, tendo como vice o então deputado estadual Ramez Tebet. Logo no começo, enfrenta o desafio de superar o desequilíbrio das contas públicas, com folhas de pagamentos funcionais e contratos atrasados; sendo obrigado a contrair empréstimos e renegociar dívidas com a União.
Com recursos federais, promoveu obras de infraestrutura e manteve em dia salários dos servidores. Essa primeira administração foi marcada por grandes obras e crédito fácil junto à União, além de um secretariado composto por pessoas ligadas ao ex-governador Marcelo Miranda e outros do grupo de Wilson.
Em 1986, renuncia ao cargo para candidatar-se a uma vaga no Senado Federal, o que levou o vice-governador Tebet à Governadoria. Fez Miranda como sucessor e elegeu-se senador.

### Senador e membro da Assembleia Constituinte
Em 1987, toma posse como senador, e como membro da Assembleia Constituinte. Dentre as mais diversas políticas daquela que viria compor a atual Constituição Federal, votou a favor da proteção contra demissão sem justa causa, do voto aos 16 anos e da desapropriação da propriedade produtiva. Foi contra a pena de morte, o aborto, o presidencialismo e o mandato de cinco anos do então presidente José Sarney. Absteve-se sobre a limitação dos encargos da dívida externa e estava ausente nas votações criação de um fundo de apoio à reforma agrária e limitação do direito de propriedade privada.
Após a promulgação da Constituição e o restabelecimento do Congresso, foi quarto-suplente da Mesa Diretora do Senado, sendo relator de CPIs e projetos importantes, como a Medida Provisória nº 318, que fixou novas regras para o Sistema Financeiro da Habitação (SFH). Viajou em missão oficial para a Venezuela em 1990, e em 1992, votou a favor do afastamento e depois pela cassação do mandato do então presidente Fernando Collor, que enfrentou um processo de impeachment. Renuncia ao mandato em dezembro de 1994, após ser eleito novamente governador de Mato Grosso do Sul.
Com uma administração em crise, teve desentendimentos com o então governador Marcelo Miranda, o que o levou a filiar-se ao PSDB com seu grupo político, permanecendo mesmo após pedidos para reconsiderar do então deputado Ulysses Guimarães. Apoiou o candidato Gandi Jamil, que tinha como vice a filha Celina Jallad, contra seu histórico adversário Pedro Pedrossian. O resultado foi a eleição de Pedrossian, que assumiu o cargo pela segunda vez.

### Segunda vez como governador
Eleito em 1994, assume o cargo de governador pela segunda vez em 1995, tendo como vice Braz Melo. Assume mais uma vez a gestão de um estado em dificuldades financeiras, mas dessa vez não obteve muita ajuda do governo federal. Em março de 1995, Martins foi admitido pelo presidente Fernando Henrique Cardoso à Ordem do Mérito Militar no grau de Grande-Oficial especial.
Deu continuidade a obras paradas e iniciou outras. Enfrentou greves de servidores e bloqueios de recursos. Foi um dos governadores que pressionaram o Congresso e o governo federal pela reforma administrativa, além da renegociação da dívida dos estados. Em 1996, firmou acordo com a União para diminuir o pagamento da dívida e apoiou André Puccinelli nas eleições municipais de Campo Grande. No ano seguinte, foi acusado de fazer aplicação irregular de recursos estaduais em áreas distintas pelo ex-secretário de estado de Educação, Aleixo Paraguassu e apontado pela imprensa nacional como candidato à reeleição pelo apoio e esforço pela aprovação da Emenda Constitucional 16. Ainda em 1997, Wilson autorizou a privatização da Empresa Energética de Mato Grosso do Sul (Enersul), com o objetivo de obter recursos para pagamento de dívidas com a União.
Com as eleições de 1998, Wilson descartou disputar a reeleição e em seguida uma nova candidatura ao Senado, abrindo espaço para que o ex-prefeito de Campo Grande Juvêncio da Fonseca disputasse uma cadeira na casa alta do Congresso.
Para sua sucessão, o então governador articulou a candidatura do então senador Lúdio Coelho, que não obteve apoio de lideranças políticas estaduais. O também senador Ramez Tebet também não foi feliz para tentar disputar o governo. Assim, Wilson apostou em seu secretário de Fazenda, Ricardo Bacha, do PSDB.
Enfrentou a resistência do seu partido, o PMDB, para levar a candidatura de Bacha em frente. Por fim, a legenda indicou Humberto Teixeira como vice de Bacha.
Para Wilson e outras lideranças, haveria um segundo turno entre Bacha e Pedrossian. Porém, ninguém previu que o candidato Zeca do PT poderia passar para a fase seguinte. Com o apoio do velho adversário Pedrossian, Zeca foi eleito superando décadas de revezamento entre velhas elites políticas. A campanha de segundo turno foi dominada por acusações do petista a Bacha, desde uso da máquina pública à pagamentos de precatórios à construtora Andrade Gutierrez, que teriam abastecido o caixa de campanha do tucano.
Wilson deixou o cargo com forte rejeição, sem participar da cerimônia de posse do sucessor e teve que usar por um período escolta policial para se locomover. Continuou militando politicamente por alguns anos após deixar o governo, mas não se candidatou a nenhum cargo eletivo.